# Just Another Diamond Day
Just Another Diamond Day é o álbum de estréia da cantora britânica Vashti Bunyan, lançado em 1970.
No meio dos anos 60, Bunyan tinha um contrato com o produtor Andrew Oldham, pelo qual lançou dois singles. No entanto, a cantora achou a experiência frustrante e decidiu ir para as ilhas escocesas em busca de uma comunidade artística, supostamente fundada por Donovan. Ela viajou com seu parceiro Robert em uma carroça puxada por cavalos. Foi durante esta viagem que ela escreveu as canções que viriam a fazer parte de Just Another Diamond Day.
Retornando a Londres, ela procurou o produtor Joe Boyd para gravar as canções enquanto elas ainda estivessem frescas. As sessões de gravação ocorreram ao longo de dezembro de 1969 nos estúdios Sound Techniques em Londres. Os arranjos foram feitos por Robert Kirby, que também já havia trabalhado com Nick Drake. Membros das bandas Fairport Convention e Incredible String Band contribuíram em algumas faixas.
O álbum foi lançado em 1970, mas foi um fracasso de vendas e Bunyan se distanciou da música por muitos anos devido às asperas críticas da imprensa musical, que descreveu suas canções como "infantis" e atacou sua voz como "fraca".
Just Another Diamond Day foi relançado pela Spinney Records em 2000. Desta vez foi bem recebido e o sucesso fez com que Vashti retornasse à música, gravando em 2005 seu álbum seguinte  Lookaftering.

## Faixas
1. "Diamond Day" – 1:47 (++++)
2. "Glow Worms" – 2:16
3. "Lily Pond" – 1:24
4. "Timothy Grub" – 3:15
5. "Where I Like to Stand" (Bunyan / John James) – 2:21 (++)
6. "Swallow Song" – 2:16 (++++)
7. "Window Over the Bay" (Bunyan / Robert Lewis) – 1:47
8. "Rose Hip November" – 2:27 (+)
9. "Come Wind Come Rain" – 2:07 (++)
10. "Hebridean Sun" (Bunyan / Lewis) – 1:13
11. "Rainbow River" – 3:22 (++++)
12. "Trawlerman's Song" (Bunyan / Lewis) – 1:56
13. "Jog Along Bess" – 3:36 (+)
14. "Iris's Song for Us"  (Bunyan / Wally Dix / Iris Macfarlane) – 1:33 (++)

Faixas bônus
1. "Love Song" – 1:58 (B-side de 1966 do single "Train Song" produzido por Peter Snell)
2. "I'd Like to Walk Around in Your Mind" – 2:15 (versão de 1967 Immediate Records Acetate disc produzido por Mike Hurst)
3. "Winter Is Blue" – 1:48 (versão de 1966, diferente da versão Tonite Let's All Make Love in London)
4. "Iris's Song Version Two" (Bunyan / Wally Dix / Iris Macfarlane) – 2:31 (versão alternativa de 1969, gravada por John Bunyan)

## Créditos
- Joe Boyd: Produção.
- Jerry Boys: Engenharia de som
- Vashti Bunyan: Guitarra, Vocal, Performance.
- Mike Crowther: Guitarra, Performance.
- Robert Kirby: Arranjo de cordas, Gravação de arranjos.
- Robert Lewis: Arte.
- Simon Nicol: Banjo.
- Dave Swarbrick: Fiddle, Bandolim, Performance.
- Dave Williamson: Performance.
- Robin Williamson: Fiddle, Apito (Humano), Performance, Harpa.